# Ishvara
Ishvara (Sanskrit, m., ईश्वर, īśvara, eine Kombination der Sanskrit-Wörter ish und vara, im Deutschen etwa: „Herr mit den besten Eigenschaften“) ist im Hinduismus eine Bezeichnung für den jeweils höchsten, persönlichen Gott, unabhängig von einer bestimmten Glaubensrichtung, denn sowohl Vishnu als auch Shiva werden von ihren Anhängern mit „Ishvara“ angesprochen. Das Wort scheint eine spätere Schöpfung zu sein, denn es taucht im Rigveda nicht auf und wird auch in anderen Schriften (z. B. im Atharvaveda oder Yajurveda) nur selten gebraucht. In den Dharmasutras erscheint es häufiger, doch noch nicht in seiner späteren Bedeutung als „Gott“ oder „Herr“.
Spätere indische Philosophen, Denker, Seher und Heilige verstehen unter „Ishvara“ einen ewigen, einzigartigen, allmächtigen und allwissenden Herrn der Welt. Sie gehen davon aus, dass er die Welt erschaffen und zweckmäßig geordnet habe, sie ebenso erhält wie auch zerstört, dass er die natürlichen und sittlichen Gesetze der Welt ins Dasein gerufen und durch Offenbarungen verkündet habe und auch das Gesetz des Karmas in Gang hält.

## Unterschiedliche Ansichten
In Einzelheiten bestehen jedoch große Unterschiede zwischen den verschiedenen Philosophien. So gibt es unterschiedliche Ansichten etwa darüber, ob der Ishvara nicht nur die bewirkende, sondern auch die materielle Ursache der Welt ist; ob ihm sittliche Qualitäten zugeschrieben werden dürfen, oder ob er jenseits von Gut und Böse steht.
Der größte Unterschied besteht zwischen den philosophischen Schulen, die es dem Einzelnen überlassen, ob der Ishvara mit einer bestimmten Person der indischen Götterwelt identisch ist oder nicht, und jenen Gruppen, die in der nachklassischen Zeit in dogmatischen Ansätzen versuchen, darzulegen, dass der Ishvara nur und ausschließlich Vishnu oder Shiva sein könne.
In der klassischen indischen Philosophie wird die Anschauung von einem Weltenherrn, dem Ishvara, in einer theistischen und in einer pan-en-theistischen Ausprägung gelehrt.

## Panentheistische Ausprägung
Schon der Rigveda lehrt, dass ein persönlicher Gott ein Viertel seines Selbst zum Kosmos habe werden lassen, während er mit drei Vierteln seiner Wesenheit über ihn hinausreiche. Diese Vorstellung, dass Gott zugleich in der Welt sei und über sie hinausreiche, wird in der Folgezeit in den Upanishaden, in der Bhagavad-Gita und in den Puranas weiter ausgebildet.

## Theistische Ausprägung
In den Anschauungen des späteren Nyaya-Vaisheshika und des Yoga, der Pashupatas und Madhvas wird die absolute Verschiedenheit von Gott und der Welt betont. Im Unterschied zum christlichen Theismus, der Gott die Welt aus dem Nichts erschaffen lässt, vertreten indische Theisten die Ansicht, Materie und die Seelen hätten seit Ewigkeit neben dem Ishvara existiert und die Tätigkeit des Weltenherrn würde sich auf die Ordnung und Lenkung des Kosmos beschränken.

## Andere Bezeichnungen
In der Bhagavad Gita (11.3-4) wird Krishna als Parameshvara, „der Höchste Gott“ (Parama bedeutet „der Höchste“) und als Yogeshvara, „Herr der Yogis“ bezeichnet. Maheshvara wiederum ist ein berühmter Name Shivas (Maha bedeutet „groß“).